# Bernadette Devlin McAliskey
Bernadette Devlin McAliskey   (Cookstown, 23 d'abril de 1947) és una política republicana socialista i activista pels drets civils irlandesa. Va ser membre del Parlament del Regne Unit entre 1969 i 1974. Formada a la Queen's University de Belfast, va ser elegida diputada a la Cambra dels Comuns del Regne Unit el 1969 pel partit Independent Unity, esdevenint la diputada més jove del parlament amb 21 anys. El 1970 va ser empresonada per haver participat en l'anomenada batalla del Bogside pel seu destacat paper en les mobilitzacions pels drets civils, però fou alliberada poc després i va guanyar de nou l'escó en les eleccions de 1970. Després de perdre el seu escó el 1974, perdé notorietat pública si bé va seguir participant en la vida política d'Irlanda del Nord.

Fou testimoni de primera mà dels fets del Diumenge Sagnant (1972) que van enfurismar-la, però va negar-se-li la possibilitat de debatre els fets a la Cambra dels Comuns, com era tradició. Quan el Ministre de l'Interior Reginald Maudling va mentir dient que els paracaigudistes havien disparat als veïns en defensa pròpia, li va donar una bufetada en públic.

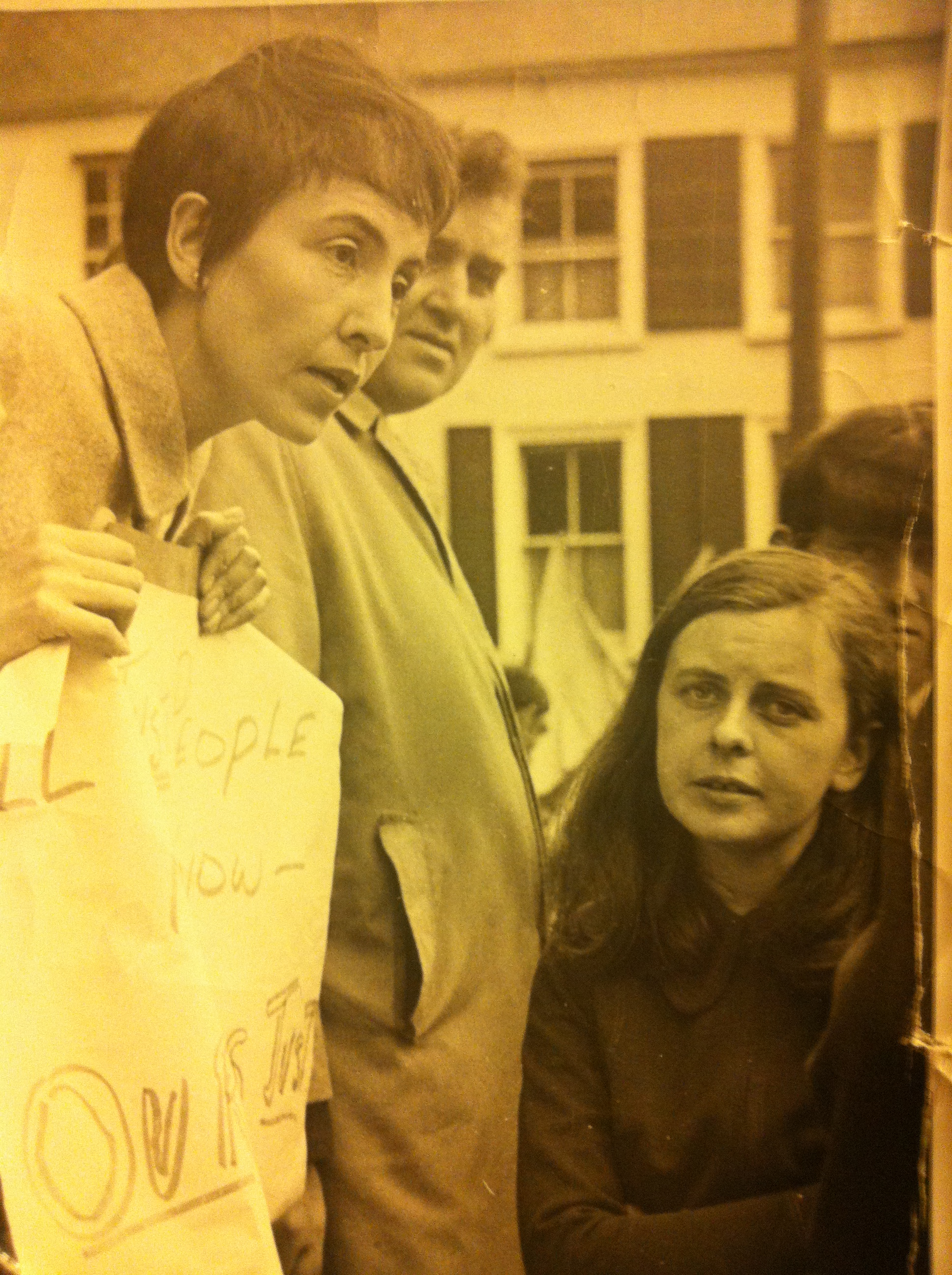
Protesta pels drets civils celebrada a Omagh al palau de justícia, milers de persones hi van atendre per escoltar oradores com Bernadette McAlliskey (nascuda Devlin) i Rita Hynes, en una crida pels drets civils per a la població catòlica/nacionalista

Fou fundadora, junt amb Seamus Costello, del Partit Socialista Republicà Irlandès (IRSP), l'any 1974, si bé se'n distancià més tard després de la mort de Costello i en ser rebutjada la seva proposta que l'INLA fos subordinat al partit. També va ser portaveu de la campanya Smash H-Blocks en suport als presoners republicans em vaga de fam durant els anys 1980 i 1981.
El 16 de gener de 1981, ella i el seu marit Michael McAliskey van ser víctimes d'un tiroteig per membres del grup paramiltar unionista Ulster Freedom Fighters, que van entrar a casa seva prop de Coalisland, el comtat de Tyrone. Els homes armats van disparar a Devlin nou vegades davant dels seus fills. Un grup soldats britànics estaven vigilant la casa de McAliskey en aquell moment, però no van evitar l'intent d'assassinat. S'ha afirmat que l'assassinat de Devlin va ser ordenat per les autoritats britàniques o que almenys hi estaven en connivència. Una patrulla de l'exèrcit del 3r Batalló, el Regiment del Paracaigudista va entrar a la casa després de l'atac i s'hi va estar mitja hora, segons Devlin esperant que es morissin dessagnats. Finalment però foren traslladats a l'hospital.
McAliskey ha seguit activament la vida política d'Irlanda del Nord. Ha expressat la seva oposició als acords de divendres sant i ha criticat l'entrada de Sinn Féin al govern d'Irlanda del Nord, indicant que els voluntaris de l'IRA no havien mort pel objectius assolits en aquests acords i per l'autogovern sinó per la llibertat d'Irlanda. Ha participat igualment en actes de formacions polítiques d'esquerra irlandeses, com a independent.
L'any 2003, li fou prohibida l'entrada als Estats Units i fou deportada, basant-se en el fet que el Departament d'Estat dels Estats Units havia declarat que "suposava una amenaça greu a la seguretat dels Estats Units". Aparentment, es referia a la seva condemna per la incitació al motí el 1969 en la seva lluita pels drets civils a Irlanda, malgrat que no va tenir mai cap relació amb activitat armada i que anteriorment havia viatjat sense problemes als Estats Units.
McAliskey és dirigent del STEP (el programa South Tyrone Empowerment) i va participar en la seva fundació el 1997 per al desenvolupament de la comunitat, la formació, el suport i l'assessorament per als immigrants, polítiques de treball i comunitàries. En els darrers anys s'ha destacat pel suport als treballadors migrants a Irlanda.